# 政府立公園
政府立公園（せいふりつこうえん）とは、琉球政府が「政府立公園法」（1957年立法第56号）第2条により指定し、その保護・管理を行う公園で、日本本土における「国立公園」に相当する。国立公園と同様に「特別地域」「特別保護地区」の制度があった。

## 政府立公園一覧
- 沖縄海岸政府立公園（1965年10月1日指定）
沖縄本島読谷村以北の西海岸一帯を指定。1972年5月復帰にともない「環境庁関係法令の適用の特別措置に関する政令」により「沖縄海岸国定公園」となる[1][2]。
- 沖縄戦跡政府立公園（1965年10月1日指定）
沖縄戦の激戦地を指定。霊域保存の目的もある。復帰後は「沖縄戦跡国定公園」となる[1]。
- 与勝海上政府立公園（1965年10月1日指定、1972年4月18日指定解除）
与勝半島およびその先に浮かぶ島々を指定。しかし、石油備蓄基地や海中道路の建設など自然環境が変わったため、復帰直前に解除された。
- 西表政府立公園（1972年4月18日指定）
復帰直前に指定。復帰後は「西表国立公園」となる[1]（2007年8月1日に西表石垣国立公園に改称[3]）。